# Zōri

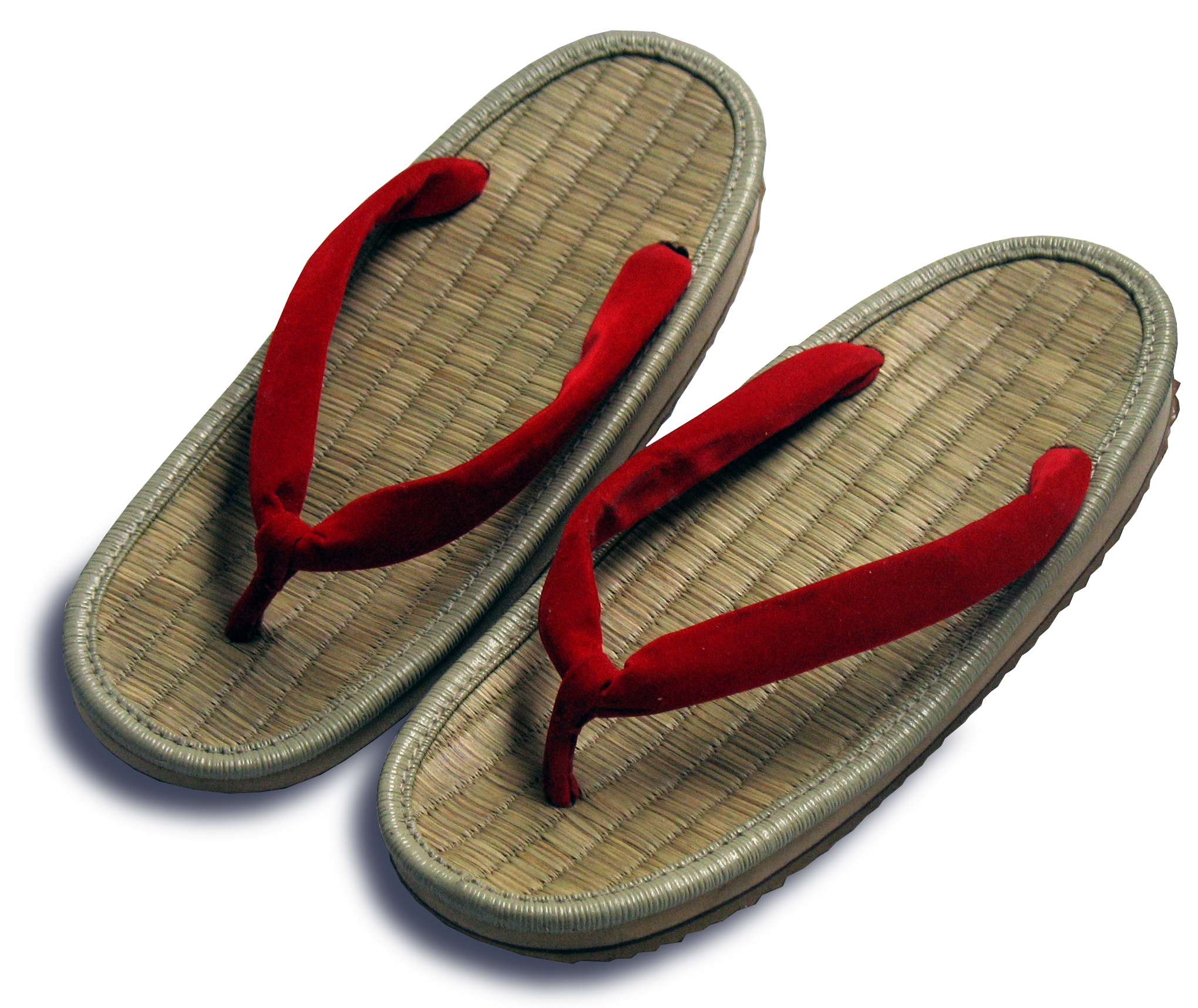
Klassische Zōri aus Reisstroh

Zōri (jap. 草履, „Strohsandalen“) sind traditionelle japanische Zehenstegsandalen. Sie bestehen aus straff geflochtenem Stroh und gelten in der Moderne, neben Getas und Kimono, als „das japanische Kleidungsstück schlechthin“.

## Beschreibung
Zōri gehören zum ältesten Schuhwerk der Welt. Sie bestehen aus geflochtenen Sohlen, die bereits den Umriss einer menschlichen Fußsohle nachahmen, und zwei Riemen, die zwischen dem großen und dem zweiten Zeh hindurchlaufen. Als Flechtmaterial wird überwiegend wilder Reis (Oryza sativa) verwendet. Es gibt einfache bis grobe Zōri, die früher bei der alltäglichen Arbeit getragen wurden. Bis ins ausgehende 18. Jahrhundert waren sie Teil der traditionellen Mino- (蓑-)Kleidung. Ein Mino ist ein aus Reisstroh geflochtener Regen- und Reisemantel. Aufwendigere, auf elegante Wirkung bedachte Zōri mit schmaler, hoher und mit Stoff oder Leder bezogener Sohle wurden gewöhnlich nur von Frauen getragen. Heute werden echte Zōri nur noch zu traditioneller Kleidung getragen, etwa zu Festen, Andachten oder bei Ritualen.

## Ähnliches Schuhwerk
Die Zōri inspirierten den modernen Flip-Flop, flache Schlappen aus Leder oder Kunststoff, die ebenfalls einen Zehensteg oder einen quer über die obere Hälfte der Sohle gespannten Riemen besitzen. In Japan werden moderne, billige Gummischlappen als Gomu-Zōri bezeichnet. Aus den Zōri entwickelten sich die sogenannten Geta, die unter der Sohle zwei quer verlaufende Stege aus Holz (traditionell) oder Kunststoff (modern) aufweisen. Seit den späten 1990er Jahren erfreuen sich auch modernere Modelle von klassischen Sandalen einiger Beliebtheit.

## Kurioses
Dem japanischen Volksglauben nach können Zōri, die älter sind als 100 Jahre, von Geistern beseelt werden und sich in sogenannte Tsukumogami („Artefakt-Geister“) namens Bake-zōri verwandeln. Ihnen wachsen dann ein Auge, zwei Arme und Beine und ein Mund. Sie sollen singend und plärrend durch das Haus rennen und schließlich davonlaufen.